# E/ou
e/ou é uma expressão corriqueira mas polêmica usada para indicar que um, mais ou mesmo todos os casos que ela conecta podem ocorrer. A alternância de conjunções expressada pela barra visa a simplificar construções como 
"Ele fala ou inglês ou francês, ou fala as duas línguas (ele fala inglês e/ou francês)" 
A conjunção ‘‘e/ou’’ encontra-se difundida na língua escrita e é encontrada até mesmo em dicionários, junto às descrições de  verbetes outrem. Encontra-se também em outras línguas, como a inglesa (and/or), sob mesma demanda.
“e/ou” é controversa em áreas onde a norma culta da língua ou a formalidade da Lógica mostrem-se requeridas, como na área jurídica, sendo seu uso desencorajado em alguns guias de estilo. A expressão não encontra-se no VOLP  e também não encontra-se como verbete distinto nos principais dicionários de português .
Embora encontrada na língua escrita, "e/ou" não é corrente na língua falada.

## Críticas
Opositores afirmam que, além de esteticamente feia, a expressão "e/ou" é ambígua em sua construção, pois decorre de compreensão em senso comum da conjunção “ou” como excludente, sendo que pela Língua Portuguesa e pela Lógica, “ou” é por definição inclusivo. Ademais, alega-se que a alternância entre “e” e “ou” promovida pela barra mostra-se confusa, devendo-se por vezes escolher se ou vale o “e” ou vale o “ou” na expressão.

## Lógica e Semântica Culta
A Língua Portuguesa define alguns conectivos lógicos, como “e”, “ou”, “ou … ou ...”, “nem … nem …”, “se … então”, “se e somente se” e outros  que visam a expressar as portas e raciocínios lógicos inerentes a um ramo estudado na matemática conhecido como lógica .
Na lógica combinacional atribuem-se valores lógicos às sentenças (verdadeiro ou falso) e um valor lógico à sentença formada pela justaposição destas sentenças mediadas por uma ou mais conectivos cada qual com sentido predefinido.  A relação entre os valores lógicos das sentenças de entrada e o valor lógico da sentença formada com o uso de um conectivo (sentença de saída) é declarada na assim chamada tabela verdade da porta lógica utilizada. 
Seguem as tabelas verdades oficiais da porta “e”,  da porta “ou” e da porta "ou ... ou ..." para fins de análise .
Tabela verdade da porta "e":
| a | b | a e b |
| - | - | ----- |
| V | V | V     |
| V | F | F     |
| F | V | F     |
| F | F | F     |

Tabela verdade da porta "ou":
| a | b | a ou b |
| - | - | ------ |
| V | V | V      |
| V | F | V      |
| F | V | V      |
| F | F | F      |

Tabela verdade do "ou exclusivo" ( "ou... ou ...")
| a | b | ou a ou b |
| - | - | --------- |
| V | V | F         |
| V | F | V         |
| F | V | V         |
| F | F | F         |

A ideia por trás da expressão "e/ou" é suprimir, derivado de uma compreensão em senso comum,  o entendimento do "ou" como "ou exclusivo". Ocorre que no Português o "ou exclusivo" é gerado na pronúncia e na escrita mediante a repetição do termo ou: "ou isto ou aquilo", o que é diferente de "isto ou aquilo".
A expressão "isto ou aquilo" já abarca em si o caso onde isto é verdadeiro e aquilo é verdadeiro (conforme visto na primeira linha da tabela verdade da porta "ou"). 
O uso de "e/ou" para esta finalidade é plenamente redundante e não oficializado nos estudos de lógica.

### Exemplo explicativo
"Marcos vai ao cinema e João vai ao teatro."
"Marcos vai ao cinema ou João vai ao teatro."
"Ou Marcos vai ao cinema ou João vai ao teatro."
Pela consulta imediata às tabelas verdades vemos que as três sentenças acima exprimem cada qual um conjunto de situações diferente.
A sentença:
"Marcos vai ao cinema e/ou João vai ao teatro",
por comparação mostrar-se-ia plenamente equivalente à segunda das três sentenças antes apresentadas.
O uso de "e/ou" deve ser suprimido na língua culta em favor do uso de um "ou" simples.

### Importância
A importância da definição de "ou" como inclusivo, ou seja, plenamente equivalente ao famigerado "e/ou", deriva do fato que implicações lógicas relevantes decorrem da definição correta e elas seriam invalidadas caso se interpretasse o "ou" simples como exclusivo. Tem-se por exemplo os teoremas de De Morgan, que ensinam a fazer, entre outros, as negações corretas de frases que envolvem os conectivos lógicos ou "e" ou "ou".
Segundo os teoremas de De Morgan, para negar corretamente um sentença que contenha o conectivo "e", devem-se negar cada uma das partes da sentença individualmente e trocar-se o conectivo "e" pelo conectivo "ou". Algo similar ocorre na negação de uma sentença envolvendo o conectivo "ou": devem-se negar cada uma das partes da sentença e trocar-se o conectivo "ou" pelo conectivo "e". 
A negação correta da sentença: "Marcos vai ao cinema E João vai ao teatro." é "Marcos não vai ao cinema OU João não vai ao teatro." 
De forma similar, a negação correta da sentença: "Marcos vai ao cinema OU João vai ao teatro." é "Marcos não vai ao cinema E João não vai ao teatro."
Vale ressaltar que as regras acima são teoremas: podem ser demonstradas via tabelas verdade. Mas só são válidas com o sentido de "ou" em sua acepção correta, inclusivo (ou seja, plenamente equivalente a "e/ou"). Assim justifica-se a redundância declarada, conforme pretendido.
A negação correta da sentença envolvendo "ou ... ou ..." (ou seja, o ou exclusivo) fica como exercício, a cargo do leitor.